# Donatien Bouché
Donatien Bouché   (Sainte-Marie-sur-Mer, 10 de maig de 1882 - 1965) va ser un regatista francès que va competir durant la dècada de 1920.
El 1928 va prendre part en els Jocs Olímpics d'Amsterdam, on va guanyar la medalla d'or en la regata de 8 metres del programa de vela, a bord de l'Aile VI, junt a Carl de la Sablière, André Derrien, Virginie Hériot, André Lesauvage i Jean Lesieur.